# Хилгертсхаузен-Тандерн
Хилгертсхаузен-Тандерн (њем. Hilgertshausen-Tandern) општина је у њемачкој савезној држави Баварска. Једно је од 17 општинских средишта округа Дахау. Према процјени из 2010. у општини је живјело 3.145 становника. Посједује регионалну шифру (AGS) 9174147.

## Географски и демографски подаци
Хилгертсхаузен-Тандерн се налази у савезној држави Баварска у округу Дахау. Општина се налази на надморској висини од 507 метара. Површина општине износи 28,7 km². У самом мјесту је, према процјени из 2010. године, живјело 3.145 становника. Просјечна густина становништва износи 110 становника/km².